# Théophile Moreux
Théophile  Moreux, mais conhecido como Abade Moreux (Argent-sur-Sauldre, 20 de novembro de 1867 — Bourges, 13 de julho de 1954) foi um astrônomo e meteorologista francês.

## Vida
Moreux nasceu em Argent-sur-Sauldre, Cher, França, em 20 de Novembro de 1867. Ele criou o Observatório Bourges no seminário de St. Célestin em Bourges, onde ele era professor de ciências e matemática. Ele observou aspectos da superfície da Lua e de Marte, publicou mapas estelares e investigou a possibilidade de vida em outros planetas e luas. Ele era crítico da teoria de Percival Lowell sobre a existência de vida inteligente em Marte.
O Abade morreu em Bourges, em 13 de Julho de1954.

## Trabalhos
Alguns dos trabalhos do Abade Moreux:
- Que deviendrons-nous après la mort?  [ ed. port.: Que-há-de ser de nós depois da morte?  Porto, 1923; 1938 ]
- D'oú venons-nous?
- L'alchimie moderne
- Un dia en la luna
- Méthode simple pour prévoir le temps
- La vie sur Mars
- Le ciel et l'univers
- Origine et formation des mondes
- La science mystérieuse des pharaons

### A Ciência Misteriosa dos Faraós
Sua mais famosa obra, A Ciência Misteriosa dos Faraós (La Science Mystérieuse des Pharaons), trata do mistério sobre o conhecimento avançado do Antigo Egito. Observando as dimensões e outras medidas das pirâmides egípcias, Moreux demonstrou que o povo egípcio soube precisar a densidade da Terra, a duração do dia e do ano e, até mesmo, a distância entre a Terra e o Sol.

## Homenagem
Uma cratera de impacto em Marte foi batizada em sua homenagem.